# سيرهو جيراسي
سيرهو جيراسي (مواليد 12 مارس 1996) هو لاعب كرة قدم غيني يلعب كمهاجم في نادي بوروسيا دورتموند.

## أهدافه الدولية
| # | التاريخ         | المكان                                 | المشاركة | الخصم                       | الهدف | النتيجة | المسابقة                        |
| - | --------------- | -------------------------------------- | -------- | --------------------------- | ----- | ------- | ------------------------------- |
| 1 | 14 يونيو 2023   | ملعب مراكش، مراكش، المغرب              | 6        | مصر                         | 1–0   | 1–2     | تصفيات كأس الأمم الأفريقية 2023 |
| 2 | 17 يونيو 2023   | ملعب كورنيا إل برات، برشلونة، إسبانيا  | 7        | البرازيل                    | 1–2   | 1–4     | ودية                            |
| 3 | 17 أوكتوبر 2023 | ملعب ألغارفي، فارو، البرتغال           | 10       | الغابون                     | 1–0   | 1–1     | ودية                            |
| 4 | 12 أوكتوبر 2024 | ملعب الحسن واتارا، أبيدجان، ساحل العاج | 19       | إثيوبيا                     | 1–0   | 4–1     | تصفيات كأس الأمم الإفريقية 2025 |
| 5 | 12 أوكتوبر 2024 | ملعب الحسن واتارا، أبيدجان، ساحل العاج | 19       | إثيوبيا                     | 2–0   | 4–1     | تصفيات كأس الأمم الإفريقية 2025 |
| 6 | 12 أوكتوبر 2024 | ملعب الحسن واتارا، أبيدجان، ساحل العاج | 19       | إثيوبيا                     | 3–0   | 4–1     | تصفيات كأس الأمم الإفريقية 2025 |
| 7 | 15 أوكوتبر 2024 | ملعب الحسن واتارا، أبيدجان، ساحل العاج | 20       | إثيوبيا                     | 1–0   | 3–0     | تصفيات كأس الأمم الإفريقية 2025 |
| 8 | 15 أوكوتبر 2024 | ملعب الحسن واتارا، أبيدجان، ساحل العاج | 20       | إثيوبيا                     | 3–0   | 3–0     | تصفيات كأس الأمم الإفريقية 2025 |
| 9 | 16 نوفمبر 2024  | ملعب الحسن واتارا، أبيدجان، ساحل العاج | 21       | جمهورية الكونغو الديمقراطية | 1–0   | 1–0     | تصفيات كأس الأمم الإفريقية 2025 |

## روابط خارجية
- سيرهو جيراسي على موقع الاتحاد الأوربي (الإنجليزية)
- سيرهو جيراسي على موقع إي إس بي إن إف سي (الإنجليزية)
- سيرهو جيراسي على موقع قاعدة بيانات كرة القدم.إي يو (الإنجليزية)
- سيرهو جيراسي على موقع ليكيب (الفرنسية)
- سيرهو جيراسي على موقع ناشيونال فوتبول تيمز (الإنجليزية)
- سيرهو جيراسي على موقع Soccerbase.com (لاعب) (الإنجليزية)
- سيرهو جيراسي على موقع Soccerway.com (الإنجليزية)
- سيرهو جيراسي على موقع عالم كرة القدم.نت (الإنجليزية)
- سيرهو جيراسي على موقع AS.com (الإسبانية)
- سيرهو جيراسي على موقع GSA (الإنجليزية)